# Trioza camphorae
Trioza camphorae är en insektsart som beskrevs av Sasaki 1910. Trioza camphorae ingår i släktet Trioza och familjen spetsbladloppor. Inga underarter finns listade i Catalogue of Life.